# Tecnofeminisme
Tecnofeminisme és un terme, encunyat per la sociòloga australiana Judy Wajcman, en el llibre del mateix títol Tecnofeminismo vinculat a l'estudi de la tecnociència des d'una perspectiva de gènere.
Wajcam planteja la qüestió “Té sexe, la tecnologia?” com a punt de partida del seu estudi, per a intentar aportar una visió conciliadora o altrament dit, a mig camí, entre els primigenis estudis de les relacions entre ciència i gènere de caràcter pessimista (representades pels corrents del feminisme socialista i del feminisme radical) i les visions, segons Wajcam, injustificadament optimistes que van veure la llum durant la dècada dels 90 (representades per autors com Sadie Plant, Melanie Stewart Miller o Donna Haraway). Dit en altre paraules, a la recerca d'un punt equidistant entre la tecnofòbia d'uns i la tecnofília d'altres.
El tecnofeminisme és una teoria de caràcter netament constructivista. Per a l'autora, el canvi tecnològic és un procés contingent i heterogeni, en el qual tecnologia i societat estan profundament interrelacionats. Estableix la seva teoria del tecnofeminisme sobre la base que la tecnologia és causa i conseqüència de les relacions de gènere. Aquestes tenen lloc i es materialitzen en el si de la tecnologia (des de la tecnologia), però també es produeixen simultàniament a la creació tecnològica (amb la tecnologia). Les tesis de Wajcman però, s'allunyen en la seva anàlisi social de la tecnologia de les defensades per la Teoria de l'actor-xarxa de Michael Callon i Bruno Latour, segons la qual artefactes i actors socials es barregen i interrelacionen indistintament, sense que hi hagi diferenciació possible entre ells. En aquest sentit, Wajcman critica aquesta teoria per incompleta, ja que no inclou deliberadament determinats actors en les seves anàlisis (les dones no apareixen en els seus estudis més que com a usuàries passives) i tampoc no compta amb altres actors que no volen ser inclosos.
Darrerament, l'aparició de les tecnologies de la informació i la comunicació (TIC) han comportat un posicionament diferent de les dones enfront de la tecnologia, Fins i tot autores com Haraway, coneguda per la seva Teoria del Cyborg, defensen que son clarament alliberadores per al gènere femení i que esdevindran la llavor d'una nova concepció de la societat. Tanmateix Wajcman insisteix que cal ser molt prudents al respecte. El concepte de gènere associat a les noves tecnologies té una interpretació molt variada en funció del lloc on visquin, la nacionalitat, la classe social i l'edat de les usuàries. Per tant, aquest tipus de tecnologies no són una eina alliberadora per se sinó que les persones i els artefactes co-evolucionen per donar lloc a una determinada tecnologia. La manera com aquesta s'acabi materialitzant afavorirà o, per contra, inhibirà les relacions de poder entre gèneres. Per això és absolutament indispensable que les dones puguin implicar-se en aquest procés creatiu des del primer moment, és a dir, des dels departaments d'I+D. Però per a l'autora, aquests avenços seran sempre insuficients; l'única manera d'erradicar definitivament la masculinització de la tecnociència passa per l'aplicació de polítiques tecnològiques actives que obliguin a la re-negociació de les relacions de poder entre homes i dones.